# Verstehen (Kurzgeschichte)
Verstehen (englisch Understand) ist eine Science-Fiction-Kurzgeschichte des US-amerikanischen Schriftstellers Ted Chiang. Diese beschreibt die enorme Steigerung der Intelligenz eines Mannes durch eine Hormontherapie, seine Flucht vor der CIA sowie der Suche nach jemanden, der ihn verstehen kann. Die Novelette war für den Hugo Award und den Locus Award im Jahr 1992 nominiert gewesen. im Januar 2006 wurde die Kurzgeschichte in vier Teilen und gelesen von Rashan Stone für BBC Radio 7 adaptiert. Im Juni 2024 wurde eine Adaption als Fernsehserie unter der Regie von Gus Van Sant bekanntgegeben. In deutscher Übersetzung von Karin Will erschien die Kurzgeschichte in der Sammlung Das wahre Wesen der Dinge im Jahr 2014 sowie in der Sammlung Geteilt durch Null, einer kompletten Übersetzung von Story of Your Life and Others, im Jahr 2020. Beide Werke erschienen beim Golkonda-Verlag.

## Handlung
Leon Greco unterzieht sich nach einem Unfall, welcher ihn beinahe ertrinken ließ, wegen der dadurch verursachten Anoxia einer neuen Behandlung mit Hormon K, welches Neuronen nachwachsen lassen kann. Wie wegen der getesteten Labortiere zu erwarten, steigert die Prozedur auch massiv seine Intelligenz. Leon Greco erkennt dadurch drohende Anzeichen, von der CIA eingezogen und eingesperrt zu werden. Nach dem Abbruch der Prozedur bestätigt sich dies durch einen Trick mit einer angeblichen Nebenwirkung von Hormon K. Leon Greco flieht und nutzt seine neue Intelligenz, um seine Identität zu fälschen, haufenweise Geld durch Aktiengeschäfte zu verdienen und sich in allerlei Datenbanken zu hacken, um mehr Hormon K zu stehlen. Dieses bringt ihn schließlich an einen Punkt, wo sich ihm sein ganzer Denkprozess selbst offenbart und elektrische Felder der Muskeln seiner Mitmenschen zu spüren und so auch zu beeinflusst werden können. Durch die Manipulation von fünf unkorrelierten Aktien, deren Anfangsbuchstaben seinen Nachnamen buchstabieren, nimmt eine andere hochintelligente Testperson auf der Flucht den Kontakt mit ihm auf. Reynolds ist Leon jedoch sechs Tage im Zustand mit Hormon K voraus und verfolgt zudem ganz andere Ziele. Bei einem Treffen, bei der beide mit einer nonverbalen semantischen Sprache kommunizieren, ist daher klar, dass einer von beiden sterben wird. Während Leon versucht, in Reynolds elektrische Felder zu erzeugen und ein Aneurysma auszulösen, enthüllt Reynolds, nicht nur seinen Denkprozess komplett verstanden zu haben. Es gäbe dabei für jeden Menschen einen tödlichen Gedanken, welcher das Gehirn abstürzen lässt wie einen Computer. (In der Science-Fiction ist diese Idee nach der gleichnamigen Kurzgeschichte von David Langford auch als BLIT bekannt.) Leon schützt sich zwar mental gegen dessen Äußerung, doch Reynolds verrät, schon Tage zuvor bei einem Treffen in einem Supermarkt gewisse Signale induziert zu haben. Reynolds sagt anschließend nur "Verstehen!" und der Gedanke setzt sich zusammen und tötet Leon.